# Potós
Potós (Potos) är en ort i Grekland.   Den ligger i prefekturen Nomós Kaválas och regionen Östra Makedonien och Thrakien, i den nordöstra delen av landet, 300 km norr om huvudstaden Aten. Potós ligger 10 meter över havet och antalet invånare är 815. Den ligger på ön Thassos.
Terrängen runt Potós är kuperad åt nordost, men söderut är den platt. Havet är nära Potós åt sydväst.  Närmaste större samhälle är Limenária, 3,2 km nordväst om Potós. 